# FN FAL
FAL(프랑스어: Fusil Automatique Léger, 경량 자동 소총)은 7.62 × 51 mm NATO 탄을 사용하는 전투소총이다. 냉전 중 벨기에의 파브리크 나시오날 드 에르스탈(Fabrique Nationale de Herstal (FN))사에 의해 개발되었으며 많은 NATO 국가들 및 비 NATO 국가들이 채용하였다. 2차 세계대전 후 가장 성공적인 군용 소총 중 하나이며, 서방세계에 가장 널리 보급된 총이다. 민간용으로도 인기가 높았다.

## 사용 국가
- 파푸아뉴기니: 방위군이 사용 중이다. (호주제)
- 인도: 자국 카피판을 생산하여 현재 군경이 사용 중이다.
- 파키스탄: 군, 경, 민병대가 사용 중이다.
- 네팔: 경찰부대가 사용 중이다.
- 이스라엘: FAL은 6일 전쟁 등에서 사용되었다. FAL은 모래와 먼지에 취약하여 작동 불량이 빈번하였고, 긴 길이 때문에 기계화 부대에 적합하지 않았다. 이러한 이유 때문에 많은 병사들은 노획한 AK-47이나 M16 소총, 우지 기관단총을 선호하였다. FAL은 이후 M16 소총과 갈릴 소총에 의해 대체되었다. 현재는 M4 카빈과 M16A2를 쓰고 있다.
- 튀니지: 근위대가 사용 중이다.
- 모로코: 일부 군에서 사용 중이다.
- 영국: 1957년도에 L1A1이란 명칭으로 라이선스 생산하여 배치하였다. 일반 FN-FAL과 달리 반자동 밖에 되지 않는다. 1982년 포클랜드 전투에 쓰기도 했다. 현재는 L1A1은 쓰지 않고 SA-80을 쓰고 있다.

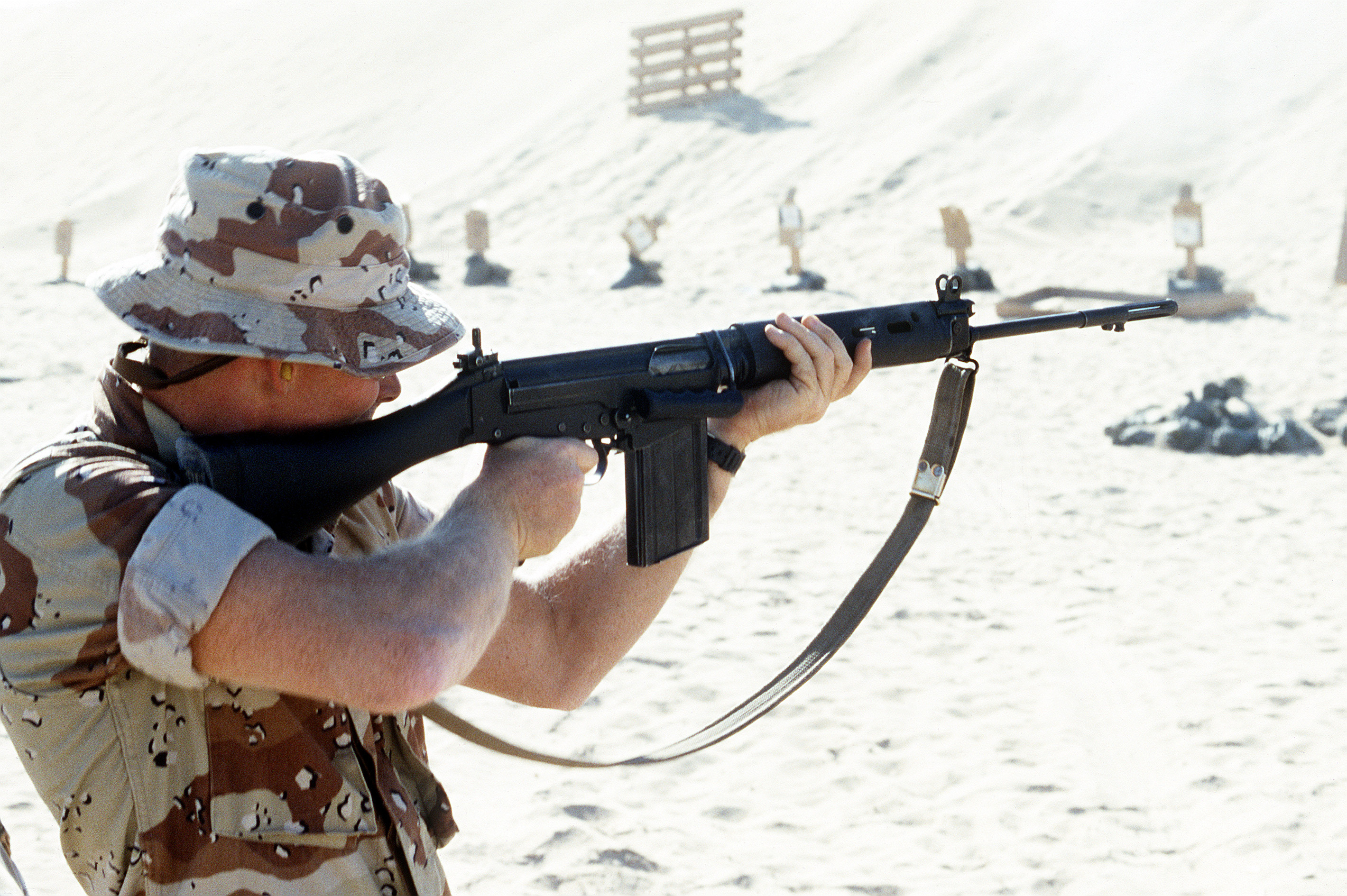
영국 L1A1 소총으로 사격 훈련 중인 미해병

- 쿠웨이트: 일부가 군에서 사용 중이다.
- 이라크: 사담후세인 시절대부터 군에서 쓰고 있다가 2차 이라크 전이후 신이라크 방위군이 쓰기도 한다.
- 나이지리아: 군에서 사용하고 있다.
- 코트디부아르: 군에서 사용 중이다.
- 콩고 민주 공화국: 내전에서도 사용했으며, 현재도 사용 중이다.
- 라이베리아: 라이베리아 내전에서도 정부군이 사용했으며, 현재도 사용 중이다.
- 감비아: 감비아 경찰부대에서 사용 중이다.
- 잠비아: 군에서 소수가 쓰고 있다.
- 에스와티니: 방위군에서 사용중이다.
- 짐바브웨: 군에서 사용 중이다.
- 말라위: 군에서 사용 중이다.
- 케냐: 일부 군에서 사용중이다.
- 남아프리카 공화국: 남아프리카 공화국은 FN-FAL 카피판인 R-1을 생산하여 군이 쓰기도 하는데, 앙골라내전에서도 쓰이기도 한다. 현재는 전량 R-4로 교체했다.
- 시에라리온: 1998년 시에라리온 내전에서 반군과 정부군 두 진영에서 쓰이기도 했다.
- 소말리아: 1980년대 소말리아 군이 쓰이기도 한다. 현재는 민병대 과도 정부군 일부가 쓰고 있다.
- 우간다: 1960대부터 군대에서 쓰고 있었으며, 아직도 쓰고 있다.
- 탄자니아: 일부 군에서 사용 중이다.
- 보츠와나: 일부군에서 사용 중이다.
- 카메룬: 군에서 일부가 쓰고 있다.
- 캐나다: 캐나다는 FN-FAL을 C1이란 명칭으로 카피생산하였다. 분대 지원 화기인 C-2A1모델도 있다.현재는 전량 C7로 교체 하였다.
- 멕시코: 해병대들이 쓰고 있다.
- 아이티: 현재 경찰부대가 쓰고 있다.
- 자메이카: 자메이카 방위군(JAMAICA DEFENCE FORCE)이 쓰고 있다.
- 도미니카 공화국: 군 일부에서 사용 중이다.
- 앤티가 바부다:방위군에서 일부가 사용 중이다.
- 그레나다: 경찰부대에서 쓰고 있다.
- 바베이도스: 방위군에서 사용 중이다.
- 벨리즈: 벨리즈 방위군(BELIZE DEFENCE FORCE)에서 사용 중이다. (영국제 L1A1)
- 온두라스: 경찰이 사용하고 있다.
- 코스타리카: CIVIL GUARD가 쓰고 있다.
- 파나마: 예전에 파나마 방위군에서 사용하고 있었다가 현재는 경찰 일부가 사용하고 있다.
- 베네수엘라: 군이 사용했었으나 현재는 AK-103으로 교체하고 있다.
- 볼리비아: 군,경찰 쓰고 있다.
- 트리니다드 토바고: 군 일부에서 사용하고 있다.
- 가이아나: 방위군에서 일부가 사용하고 있다.
- 수리남: 군, 경찰에서 사용하고 있다.
- 에콰도르: 군, 경찰이 사용하고 있다.
- 브라질: 브라질 군경은 FN-FAL을 브라질 자국내에서 카피한 PARAFAL을 사용하고 있다. 이것 말고도 FN-FAL 5.56X45mm NATO 탄을 사용하는 모델인 MD-2를 생산하여 연방경찰인 COT와 BOPE가 쓰고 있다. 남미제 FN-FAL은 연사가 가능하며,총신을 짧게 줄였다.

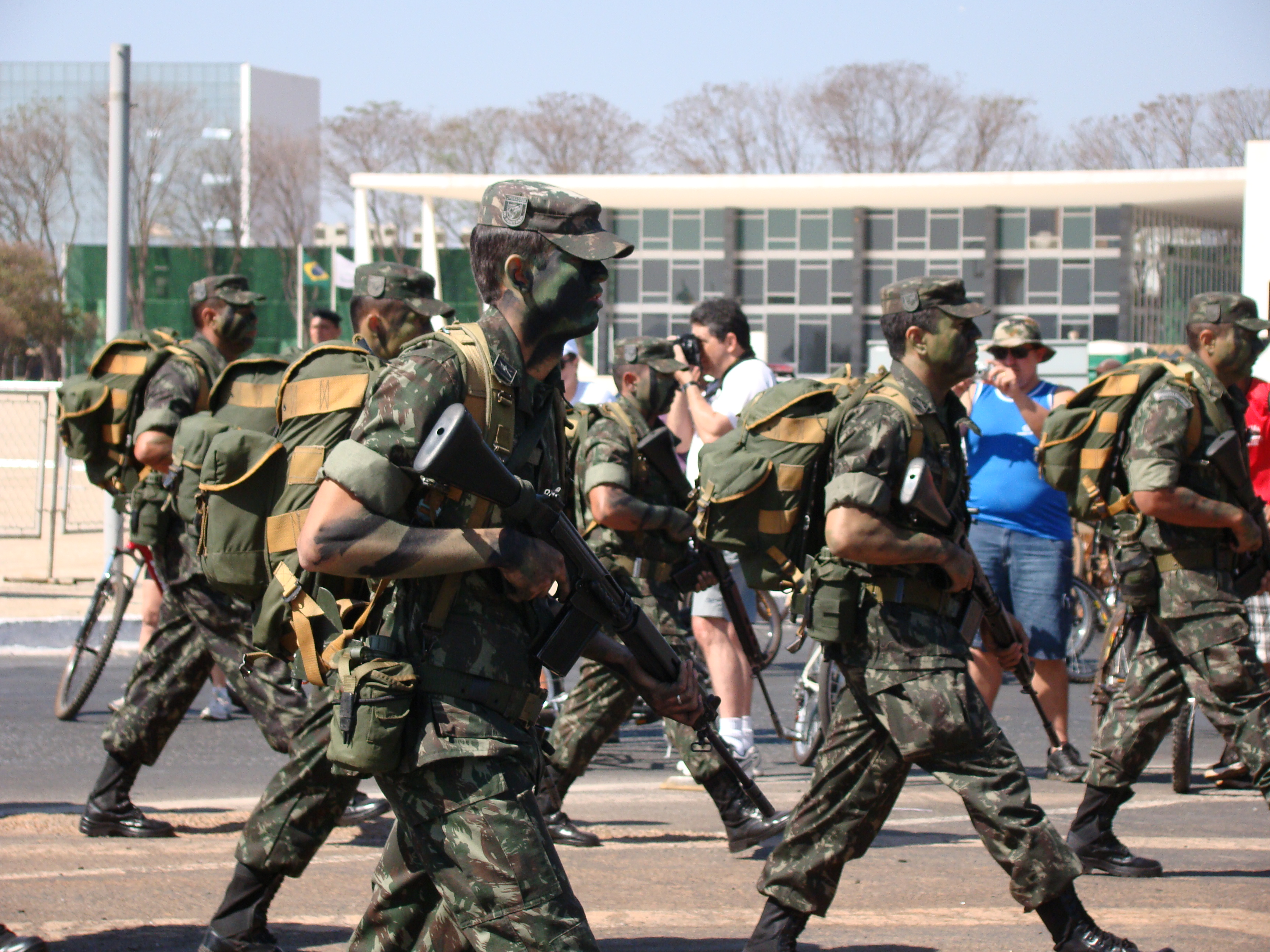
행진중인 브라질 군 병사

- 아르헨티나: 아르헨티나군은 FN-FAL을 카피한 FN-FAL 코만도를 사용하고  있으며, 포클랜드전에서도 사용하였다.
- 파라과이: 군이 사용하고  있다.
- 우루과이: 군이 사용하고 있다.
- 칠레: 1990년대까지 군이 사용했지만 현재는 SG-541로 교체되었다.
- 페루: 군이 사용하고 있다.

## 변형
FAL G시리즈:
개머리판, 핸드가드가 목재로 된 버전이다.
FAL 50.63:
접이식 개머리판을 가진 모델이다.
FAL PARA:
FN FAL의 단축형 모델이다.
L1A1 SLR:
영국이 FAL을 가져다 만든 반자동소총이다.
SLR이란 이름은 Self-Loading Rifle,
직역하면 자동장전소총.
즉 반자동소총이란 뜻이다.
방열구멍이 3개에서 2개로 줄었다.
오스트레일리아제 SLR은 개머리판, 권총 손잡이, 핸드가드가 목재로 되어있고 방열구멍이 3개가 뚫려있다
C1A1:
캐나다가 가져다 만든 FAL의 변형.
FAL G처럼 개머리판, 핸드가드의 재질이 목재이다.
다만 다른점이 있다면 권총손잡이도 목재다.
클립 장전이 가능하다고 한다.
L2A1:
영국이 L1A1을 가지고 만든 분대지원화기.
개머리판이 목재이고 핸드가드가 따로 없다.
헤비베럴을 장착하고 양각대를 설치해 놓았다.
INSAS:
일명 '인사스'
인도가 FAL을 기초로 해 개발한 5.56mm NATO탄을 사용하는 돌격소총이다.
CAL, FNC:
후에 5.56mm NATO탄이 NATO표준 탄약이 되자, 벨기에는 FAL을 가지고 5.56mm 구경의 FAL을 개발했다.
그 첫번째 작품이 CAL이고, 후에 등장한 것이
FNC이다.
임벨 MD:
브라질의 임벨사가 FAL을 가지고 있는 그대로 개발한 5.56mm NATO탄을 사용하는 돌격소총이다.
외형은 그냥 FAL에 STANAG탄창이 꽂혀있다

## 대중문화
- 영화 《히트》 초반 장갑차 습격 장면에서 톰 시즈모어는 FN FAL을 사용한다.
- PC Game 《콜 오브 듀티: 모던 워페어 2》에 등장한다.
- PC Game 《SAS 시큐어 투모로우》에 등장한다.
- PC Online Game 《A.V.A》에서는 'SA-58'이라는 이름으로 등장한다. SA-58은 FN FAL의 바리에이션 중 하나.
- PC Game 《폴아웃 2》와 《폴아웃 택틱스》에 등장하며 《폴아웃 3》에서도 MOD를 통해 추가시킬 수 있다.
- Pc Game 《배틀그라운드》와 모바일 《배틀그라운드 》에서 'SLR(Self Loading Rifle)'이라는 이름으로 지정사수소총으로 등장한다.

## 같이 보기
- 헤클러&코흐 G3
- M14 소총